# Coloni FC188
Chronologie des modèles (1988-1989)
Coloni FC187 Coloni FC189
La Coloni FC188, également connue sous la dénomination Coloni C2, est une monoplace de Formule 1 engagée par l'écurie italienne Coloni dans le cadre du championnat du monde de Formule 1 1988 et des cinq premières manches du championnat du monde de Formule 1 1989. À partir du Grand Prix d'Italie 1988, une version B est engagée. En 1988, elle est pilotée par l'Italien Gabriele Tarquini. L'année suivante, Coloni engage deux exemplaires de sa monoplace, confiés au Brésilien Roberto Moreno et au Français Pierre-Henri Raphanel. Elle est mue par un moteur V8 Ford-Cosworth.

## Historique

### Saison 1988
Après avoir participé à deux Grands Prix en 1987, l'écurie Coloni dispute, en 1988, sa  première saison complète de Formule 1. La petite équipe italienne met au point la FC188, une évolution de la Coloni FC187 qui s'en distingue par des pontons plus courts ne la rendant pas pour autant plus maniable.
Lors de la manche inaugurale au Brésil, Gabriele Tarquini, qualifié vingt-cinquième, abandonne après la rupture du roulement du moyeu arrière-droit,. À Saint-Marin, l'Italien, qualifié dix-septième, est victime d'un problème d'accélérateur alors qu'il occupait la quatorzième place,. À Monaco, un bris de suspension le contraint à nouveau à l'abandon.
Au Grand Prix du Mexique, Coloni termine pour la première fois de son histoire une course de Formule 1 ; Tarquini, dont la FC188 est désormais équipée de freins en carbone, franchit l'arrivée en quatorzième position, à cinq tours du vainqueur, Alain Prost (McLaren). Lors du Grand Prix suivant, au Canada, Tarquini réalise la meilleure performance de l'histoire de Coloni en Formule 1, en terminant huitième de la course alors qu'il n'a plus d'essence,,.
Après une série de quatre Grands Prix soldés par autant de non-préqualifications, la FC188 est dotée d'une nouvelle carrosserie allégée de sept kilogrammes. À son volant, Tarquini se qualifie vingt-deuxième du Grand Prix de Hongrie et termine treizième et dernier de la course, à cinq tours du vainqueur, Ayrton Senna (McLaren),. En marge du Grand Prix de Belgique, Coloni recrute l'ingénieur Christian Vanderpleyn en tant que directeur technique ; il est rejoint par ses adjoints Michel Costa et Frédéric Dhainaut.
Lors de la manche suivante, en Italie, Coloni engage une version B de la FC188 qui se caractérise par de nouveaux ailerons et des pontons raccourcis d'une cinquantaine de centimètres. Tarquini ne se qualifie qu'à une seule reprise, lors du Grand Prix automobile du Portugal où, élancé depuis la vingt-sixième place, il termine onzième, à cinq tours de Prost.

### Saison 1989
Peu avant la fin de la saison 1988, Frédéric Dhainaut annonce le recrutement, pour la saison 1989, du Brésilien Roberto Moreno soutenu par le cigarettier Marlboro. Il est rejoint par le Français Pierre-Henri Raphanel, soutenu également par Marlboro et aussi par la chaîne de télévision La Cinq, détenue par Silvio Berlusconi. Les deux pilotes doivent disputer les cinq premières manches du championnat avec la FC188B, le temps que la Coloni FC189 soit prête.
Raphanel et Moreno ne réussissent à se qualifier que pour le Grand Prix de Monaco. Élancé depuis la dix-huitième place, le Français abandonne au dix-neuvième tour à cause d'une panne de boîte de vitesses, tout comme Moreno au quarante-quatrième tour, alors qu'il était parti vingt-cinquième,. 
La FC188B est remplacée par la FC189 à partir du Grand Prix du Canada.

## Résultats en championnat du monde de Formule 1
| Saison | Écurie     | Moteur               | Pneumatiques | Pilotes               | Courses | Courses | Courses | Courses | Courses | Courses | Courses | Courses | Courses | Courses | Courses | Courses | Courses | Courses | Courses | Courses | Points inscrits | Classement |
| Saison | Écurie     | Moteur               | Pneumatiques | Pilotes               | 1       | 2       | 3       | 4       | 5       | 6       | 7       | 8       | 9       | 10      | 11      | 12      | 13      | 14      | 15      | 16      | Points inscrits | Classement |
| ------ | ---------- | -------------------- | ------------ | --------------------- | ------- | ------- | ------- | ------- | ------- | ------- | ------- | ------- | ------- | ------- | ------- | ------- | ------- | ------- | ------- | ------- | --------------- | ---------- |
| 1988   | Coloni SpA | Ford-Cosworth DFZ V8 | Goodyear     |                       | BRÉ     | SMR     | MON     | MEX     | CAN     | DET     | FRA     | GBR     | ALL     | HON     | BEL     | ITA     | POR     | ESP     | JAP     | AUS     | 0               | 14e        |
| 1988   | Coloni SpA | Ford-Cosworth DFZ V8 | Goodyear     | Gabriele Tarquini     | Abd     | Abd     | Abd     | 14e     | 8e      | Npq     | Npq     | Npq     | Npq     | 13e     | Abd     | Nq      | 11e     | Npq     | Npq     | Nq      | 0               | 14e        |
| 1989   | Coloni SpA | Ford-Cosworth DFR V8 | Pirelli      |                       | BRÉ     | SMR     | MON     | MEX     | USA     | CAN     | FRA     | GBR     | ALL     | HON     | BEL     | ITA     | POR     | ESP     | JAP     | AUS     | 0*              | 18e        |
| 1989   | Coloni SpA | Ford-Cosworth DFR V8 | Pirelli      | Roberto Moreno        | Nq      | Nq      | Abd     | Nq      | Nq      |         |         |         |         |         |         |         |         |         |         |         | 0*              | 18e        |
| 1989   | Coloni SpA | Ford-Cosworth DFR V8 | Pirelli      | Pierre-Henri Raphanel | Npq     | Npq     | Abd     | Npq     | Npq     |         |         |         |         |         |         |         |         |         |         |         | 0*              | 18e        |

Légende : ici 
- * Aucun point marqué avec la Coloni FC189.